# Pic de la Sabine
Le pic de la Sabine est un sommet des Pyrénées. Il s'élève à 2 561 m d'altitude. Il se situe dans le massif de l'Aston en France, près de la frontière avec l'Andorre.

## Toponymie
Le nom de Sabine provient d'une légende locale. Cette légende date du XVIIIe siècle et explique que trois ménestrels ont coupé un arbre situé entre la Sabine d'en-Haut et la Sabine d'en-Bas et l'ont porté jusqu'au vallon de Rieutort pour venir en aide à leur amante, Sabine.

## Géographie

### Topographie
Le sommet se situe au centre d'une concentration d'autres sommets disposés en éventail sur tous les points cardinaux. Et notamment :
- le pic de Tristagne, le pic de Font Blanca, le pic de Thoumasset au sud-ouest ;
- le pic de Serrère au sud, et d'autres sommets de l'Andorre.

La vue porte au sud sur les étangs de la Sabine d'en-Haut (2 122 m) et de la Sabine d'en-Bas (2 060 m).
Le sommet est situé dans le périmètre du parc naturel régional des Pyrénées ariégeoises.

### Géologie
Le pic fait partie de la chaîne axiale primaire des Pyrénées.

## Voies d'accès
Seuls des itinéraires de randonnée permettent d'accéder au sommet.
Le parking se trouve à la centrale hydroélectrique de Laparan proche de l'étang du barrage de Riète après avoir enjambé l'Aston (1 100 m). Depuis la route d'accès à la centrale, franchir le Quioulès (affluent de l'Aston) sur deux passerelles de bois. Le sentier monte raide rive gauche sur 100 m de dénivelée, puis longue montée au refuge de Quioulès en passant par le pas de la Crabe. Les abords du refuge sont assez souvent marécageux. Dix places sont disponibles pour les randonneurs dans le refuge (1 611 m) partagé avec le(s) berger(s). Rejoindre le pont au sud-ouest en amont en cherchant le meilleur cheminement entre les méandres des différents ruisseaux. Contourner les barres rocheuses par la droite et gagner la jasse qui les surplombe. Se diriger hors sentier en remontant un petit éboulis. Remonter le ruisseau des étangs de Carau par la rive gauche. Laisser à gauche le premier étang (1 990 m), laisser aussi à gauche le second étang de Carau (2 088 m). Monter au nord-ouest la pelouse pour trouver la vallée de montée au sommet. Le sentier est balisé par quelques cairns pas toujours judicieusement placés[réf. nécessaire]. L'itinéraire se termine par le sud-ouest pour atteindre le sommet possédant une vue à 360 degrés.